# Leuchtturm Knock
Der Leuchtturm Knock steht im äußersten Westen Emdens an der Knock, die für die gesamte Schifffahrt der Unterems einen Kurswechselpunkt darstellt. Der als Leuchtturm ungewöhnlich aussehende Turm hat mehrere Funktionen: er dient als Leuchtfeuer, als Radar- und Richtfunkturm und als Verkehrszentrale Ems für die Überwachung der Schifffahrt auf der Ems.

## Geschichte
Bereits 1859 wurde an der Knock ein einfaches Leuchtfeuer errichtet, wegen der besonderen Lage am Schifffahrtsweg von der Nordsee nach Emden. An einer hervorspringenden Ecke des Deiches erfolgte der Bau eines sechs Meter hohen hölzernen Gestells mit einer Rüböl-Lampe und einem kleinen Fresnelschen Linsenapparat. Neben dem Alten Leuchtturm Borkum auf der vorgelagerten Insel Borkum war die „Laterne an der Knock“ das zweite Leuchtfeuer an der Ems. Gewartet wurde es durch einen eigenen Leuchtturmwärter. Das alte hölzerne Gestell wurde 1888 durch einen kleinen eisernen Leuchtturm ersetzt. Der Turm erhielt zunächst ein Petroleumlicht und ab 1924 ein Gaslicht. 1952 wurde er an das Stromnetz angeschlossen und 1961 um einige hundert Meter weiter nach Westen versetzt.
In den 1960er Jahren erfolgte der Aufbau einer Radarkette mit Revierfunk zur ständigen Überwachung des Schiffsverkehrs in der Unterems. Das für diesen Bereich zuständige Wasserstraßen- und Schifffahrtsamt Emden errichtete den 55 m hohen grauen viereckigen Betonturm in den Jahren 1970–1972 direkt neben dem Siel und Schöpfwerk Knock. Der Turm besitzt fünf Ebenen. Auf der untersten Ebene ist das Betriebsgeschoss mit der eigentlichen Verkehrszentrale untergebracht. Auf dem Dach der Verkehrszentrale befindet sich in rund 28 m Höhe das Quermarkenfeuer des Turms sowie eine Radarantenne. Weitere Ebenen darüber dienten als Plattformen für Richtfunk- und Radarantennen. 1996 wurde der Turm so umgebaut und erweitert, dass sich sein Aussehen stark veränderte. Die ehemals offenen Plattformen 3 und 4 wurden durch Seitenwände in ein neues Betriebsgeschoss umgewandelt, in dem eine weitere Antenne untergebracht wurde. Die oberste Plattform 5 wurde mit einem weißen, kugelförmigen Radom ausgerüstet, sie ersetzte die bis dahin aufgesetzte Plattform 5 mit normalen Antennen. In dem Radom befindet sich ein 4,20 Meter großer Parabolspiegel, der für das nordwestliche Wetterradar des Deutschen Wetterdienstes verwendet wird.